# Мельбурнський морський порт

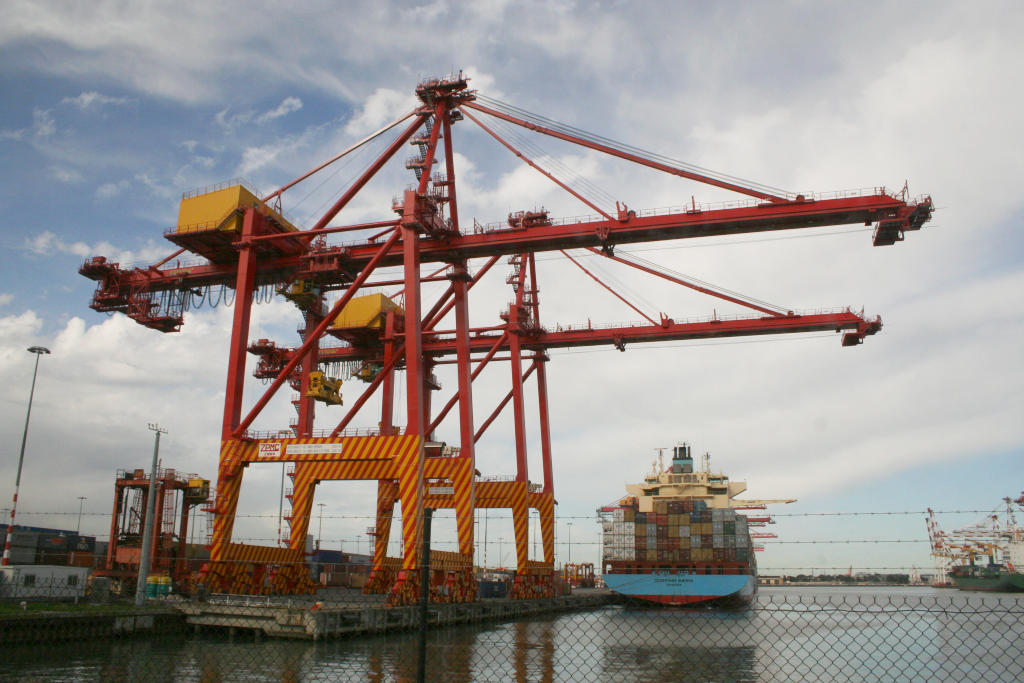
Контейнерний кран у доку Свенсон

Мельбурнський морський порт (англ. Port of Melbourne) — найбільший порт в Австралії, розташований у місті Мельбурн у гирлі річки Ярри, на березі затоки Порт-Філіп.
Входить до складу державної корпорації PoMC (Port of Melbourne Corporation). Щорічний товарообіг становить близько AUD$ 75 мільярдів. Також на порт припадає 39% національного контейнерного обігу. Щороку порт приймає близько 3400 суден, при цьому в доках обробляється до 65,5 млн тонн вантажів об'ємом 2 млн ДФЕ.

## Історія

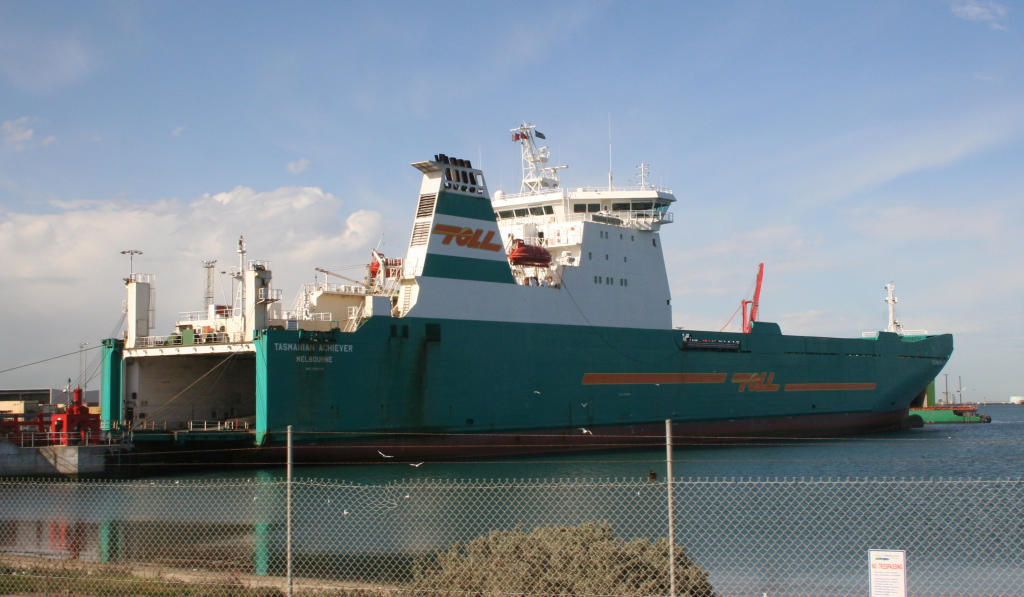
Ролкер в доку Вебб

Одразу після заснування Мельбурна великі судна не могли пройти вище Яррою й були змушені розвантажуватись в одній із бухт, після чого товари доставлялись у місто й на склади залізницею, що було дорого та неефективно. У 1877 році уряд колонії Вікторія вирішив розширити русло річки Ярри і зробити його судноплавним. Автором проекту став англійський інженер Джон Куді, який запропонував збудувати канал на південь від русла, що вже існувало. Однак, з часом, коли вантажні судна стали більшими і канал вже не міг забезпечувати необхідну пропускну здатність, численні доки переїхали ближче до моря.
Через Велику депресію і Другу світову війну розвиток порту уповільнився разом з обсягом морських перевезень, та відновився за десятиліття. У 1956 році було збудовано док Епплтон, а у 1960 році — док Вебб у гирлі річки Ярра, а також док Свенсон на острові Куді (острів між руслом річки Ярра і штучним каналом).
У 1991 році на острові Куді сталась сильна пожежа, під час якої в атмосферу потрапили токсичні речовини. Загал Австралії зажадав від уряду переносу частини портових споруд з околиць Мельбурна. У 1999 році на реконструкцію було закрито док Вікторія, у зв'язку з малою пропускною здатністю. Окрім того, у затоці Порт-Філіп почались роботи з намиву штучного острова, який буде використовуватись для потреб порту.